# Église Saint-Ours de Loches
Pour les articles homonymes, voir Saint Ours et Loches (homonymie).
Ne doit pas être confondu avec Prieuré Saint-Ours de Loches.

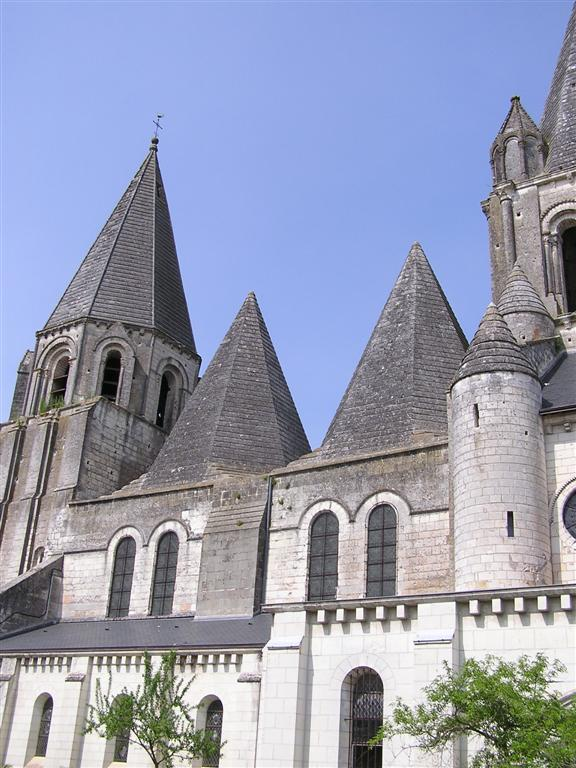
Au centre, les deux dubes vues de l'extérieur.

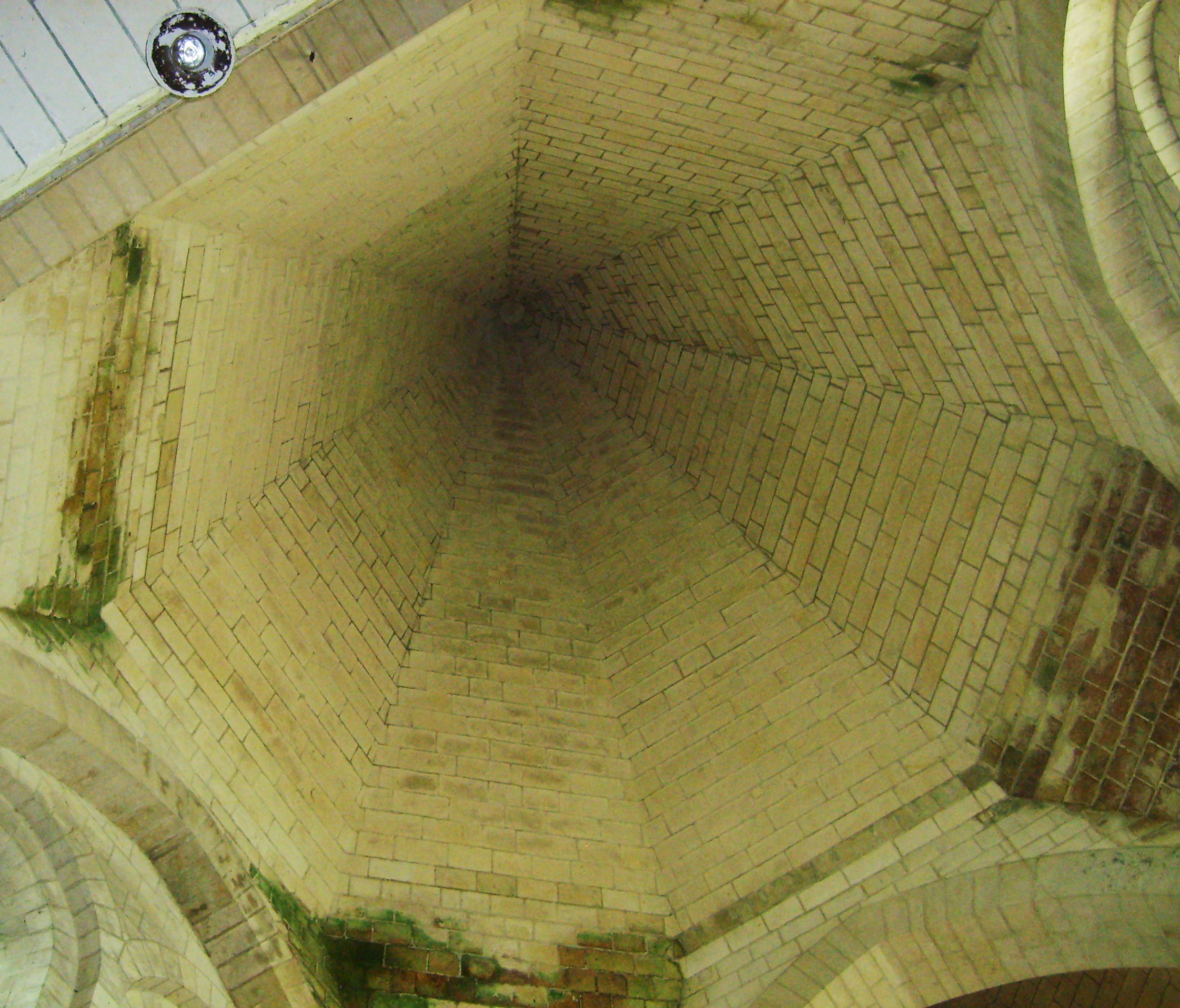
Dube vue de l'intérieur.

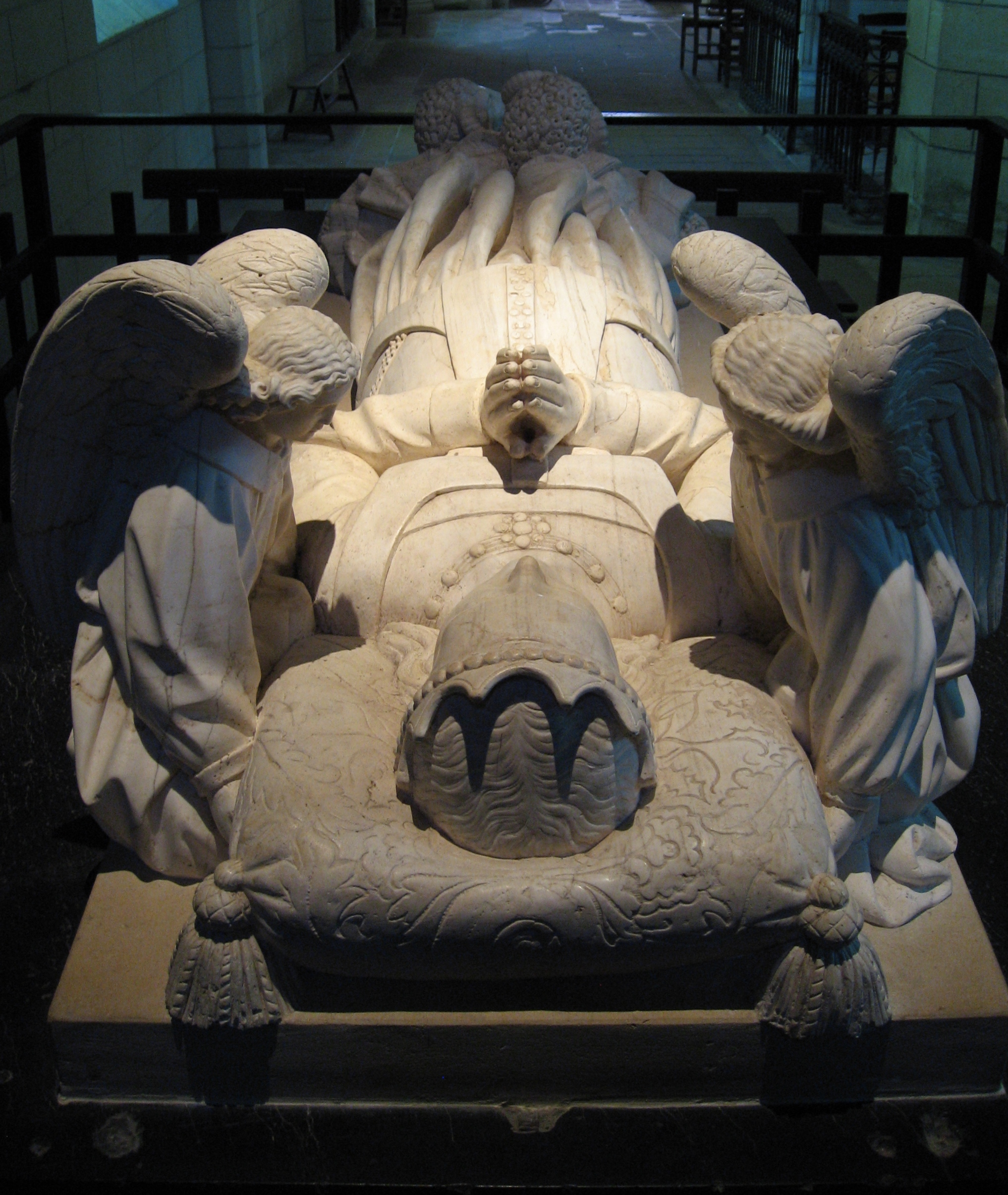
Tombeau d'Agnès Sorel dans l'église Saint-Ours de Loches.

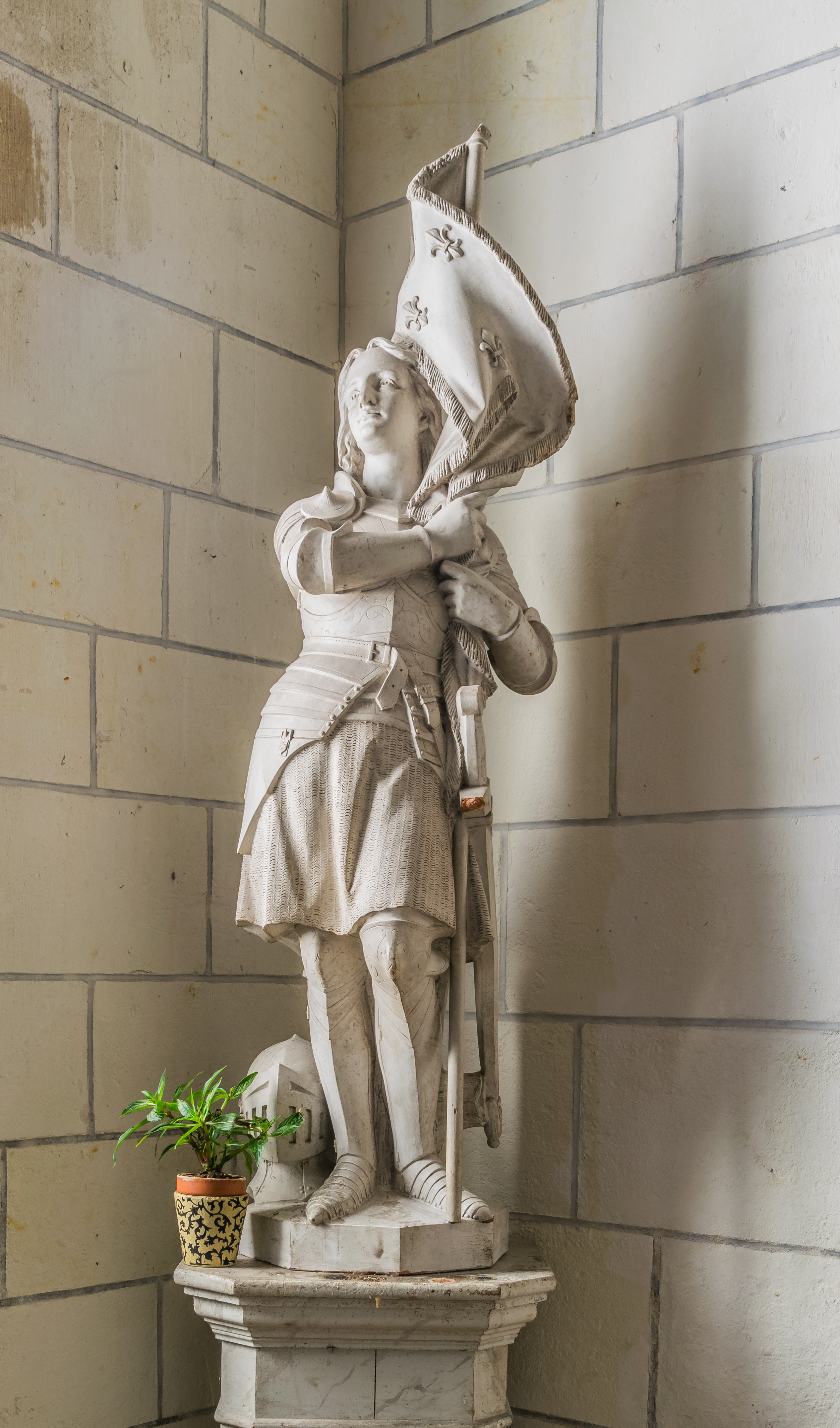
Statue de sainte Jeanne d'Arc.

L'église Saint-Ours de Loches, prononcé [sɛ̃tuʁ], est une ancienne collégiale située à Loches (Indre-et-Loire), dont l'architecture est marquée par deux tourelles pyramidales à huit faces, les « dubes », élevées vers 1165, ainsi que par son portail polychrome sculpté de personnages et d’animaux tirés du bestiaire du Moyen Âge. 
Elle est collégiale sous le vocable de Notre-Dame puis, après la Révolution, le chapitre étant dispersé, elle devient église paroissiale dédiée à saint Ours (de Loches), abbé de la fin du Ve siècle, mais dans le langage commun, la confusion demeure parfois quand elle est désignée sous le nom de collégiale Saint-Ours.
Elle renferme, depuis avril 2005, le tombeau de marbre d'Agnès Sorel.

## Historique
D'après Grégoire de Tours, la première église aurait été construite au Ve siècle par saint Eustache, évêque de Tours.
Selon la légende, Geoffroy Grisegonelle, comte d'Anjou fonde la collégiale entre 963 et 985 pour servir d'écrin à la relique d'une moitié de la ceinture de la Vierge apportée de Constantinople au Xe siècle. Elle portera le vocable de Notre-Dame jusqu'au XIXe siècle. La nef et le transept s'effondrant entre 1030 et 1050, Thomas Pactius, notaire et chapelain du comte d'Anjou Foulques le Jeune, prieur de la collégiale Notre-Dame, la fait reconstruire au milieu du XIIe siècle.
La nef conserve des maçonneries du XIe siècle, en particulier la première travée. On peut dater de 1160 l'édification de la tour occidentale. Le voûtement en pierre, remplaçant une couverture charpentée, entraîna la reprise des murs de la nef et l'ajout de fortes piles au milieu du XIIe siècle. La fin de ce siècle vit la reconstruction complète du chœur et des transepts à absidioles.
Exposée à la vénération populaire trois fois par an (le 3 mai, le 15 août et le 8 septembre), la relique se voit offrir par Agnès Sorel un reliquaire en or et en agate qui disparaît à la Révolution. Des reliques de contact appelées « mesures de la vraie ceinture » (rubans blancs coupés aux dimensions exactes de la vraie), possédaient le pouvoir de protéger les futures mères des dangers de l'accouchement, aussi étaient-elles utilisées par toutes les familles chrétiennes de la région lochoise jusqu'aux reines de France[réf. nécessaire].
Ludovic Sforza qui a fini ses jours à Loches serait, selon François de Belleforest, enterré dans la collégiale. Des fouilles archéologiques en ce sens ont été effectuées en 2019, elles ont mis au jour de nombreuses sépultures. Parmi celles-ci, cinq corps de religieux et de nobles du château de Loches datant du XIVe au XVIIIe siècle ont pu être identifiés. Mais une dernière dépouille nécessitait la poursuite des fouilles archéologiques qui a mené à une nouvelle campagne débutant le 30 novembre 2020.
L'église n'a pris sa forme actuelle qu'à la fin du XVIIIe siècle, à la suite de la destruction de l'ancienne église paroissiale Saint-Ours, située Rue Saint-Ours, baptisée en l'honneur d'Ours de Loches (ou Ursus de Cahors), abbé-fondateur du monastère à la fin du Ve siècle. Elle était auparavant nommée Collégiale Notre-Dame. Devenue église paroissiale, elle connut d'importantes modifications au XIXe siècle. De 1844 à 1854, Alexandre Vestier reconstruisit presque entièrement la tour de la croisée et les voûtes de la nef. En 1855, de larges arcades sont percées dans les murs de la nef pour ouvrir sur les bas-côtés, auparavant beaucoup plus isolés.

## Protection
L'église est classée au titre des monuments historiques par la liste de 1840.

## Architecture
Sculptures romanes de Denis vers 1130-1150.

## Divers
Selon Viollet-le-Duc, la collégiale est « un édifice d'une étrange et sauvage beauté, unique au monde ».[réf. nécessaire]
Paroles de la duchesse de Dino, nièce de Talleyrand : « J'ai déjeuné à Loches, où j'ai tout visité en détail : le tombeau d'Agnès Sorel, l'oratoire d'Anne de Bretagne, une église curieuse, la prison de Ludovico Sforza ; j'ai admiré le panorama, qui, du haut des tours, se déploie avec magnificence ».

## Pour en savoir plus